# آلدونا ننه‌نینه
آلدونا ننه‌نینه (انگلیسی: Aldona Nenėnienė؛ ۱۳ اکتبر ۱۹۴۹ – ۳ آوریل ۱۹۹۹) بازیکن هندبال اهل اتحاد جماهیر شوروی سوسیالیستی بود.